# بيل 204/205
بيل 204/205 (بالإنجليزية: Bell 204/205)‏، هي الإصدار المدني للمروحية يو إتش 1 ذات محرك واحد، وهي متعددة الاستخدامات، مثل رش المحاصيل في الحقول ورفع البضائع ومكافحة الحرائق في الجو.

## مستخدمون آخرون
- القوات الجوية المغربية

- لقوات الجوية الألبانية

## وصلات خارجية
- Bell Helicopter Official Huey II site
- FAS.org Huey profile
- UH-1B history on Mojojets.com
- UH-1H history on Mojojets.com
- Philippine Air Force Huey II Project نسخة محفوظة 6 فبراير 2012 على موقع واي باك مشين.
- An account of a Medal of Honor rescue flying a Green Hornet
- Bell 204 Specs & Photo on flugzeuginfo.net
- Bell 205 Specs & Photo on flugzeuginfo.net